# Ælia Capitolina

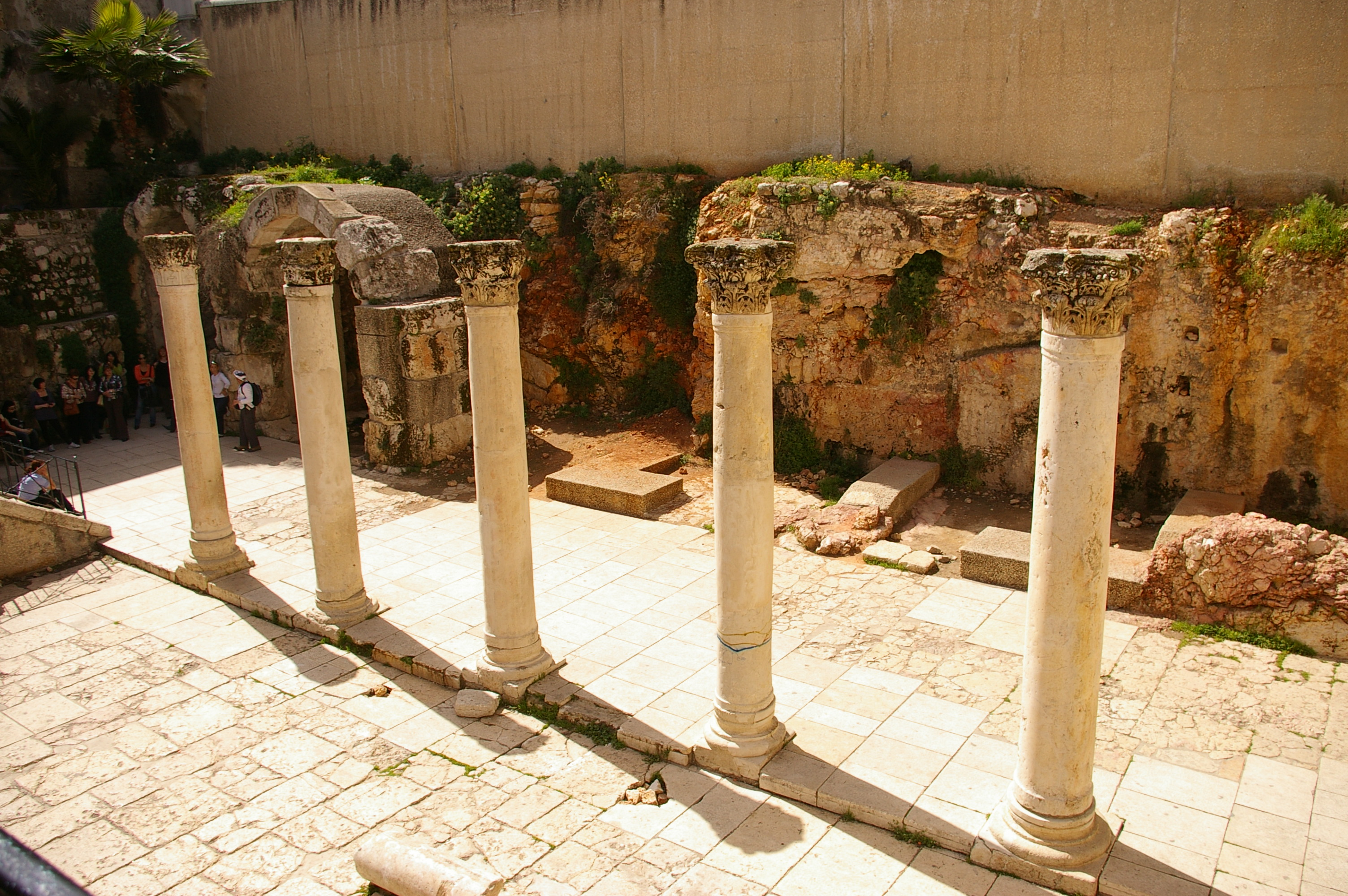
Ruines du cardo d'Ælia Capitolina dans la vieille ville de Jérusalem.

Ælia Capitolina (en latin : Colonia Ælia Capitolina) est le nom donné à Jérusalem par l'empereur Hadrien (Ælius Adrianus), lors de son passage dans la ville en 130. La fondation de la ville est l'événement déclencheur de la révolte de Bar Kokhba (132 et 135). La reconstruction effective de la ville commence probablement après la révolte. Elle est alors occupée par une colonie romaine.

## Son nom
« Aelia » vient du nom gentilice de la famille d'origine d'Hadrien, Aelius, ce qui perpétue ainsi le nom du fondateur de la ville. « Capitolina » indique que la nouvelle cité est placée sous le patronage de Jupiter Capitolin, dieu suprême de Rome.
En pratique, Aelia tout court est plus employé que le nom officiel « et ceci durant plusieurs siècles, jusqu'à la période islamique. » En 638, après la conquête musulmane, le calife 'Umar conserve ce nom sous la forme « Iliya » (إلياء), mais remplace la référence à Jupiter Capitolin par Bayt al-Maqdis qui signifie littéralement « la Maison du sanctuaire », équivalent du terme hébreu Beit ha-Mikdash qui dans les deux cas désigne le Temple de Jérusalem, ou le lieu de prosternation lointain (al-Aqsa, الاقصى) mentionné dans le Coran, où se situait auparavant le Temple,,.

## Histoire

### Fondation de la ville et révolte

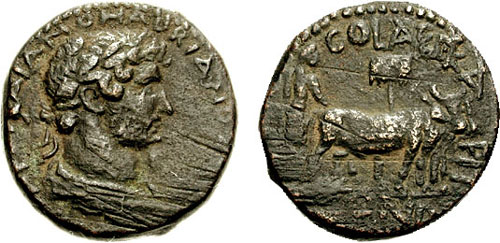
Monnaie sous Hadrien, Judée, 136 ap. J.-C. Inscription : COL[ONIA] AEL[IA] CAPIT[OLINA] COND[ITA](Fondation de la colonie d'Aelia Capitolina)

Il semble établi que Jérusalem ait été refondée par Hadrien, comme Aelia Capitolina, avant le déclenchement de la révolte de Bar Kokhba (132 et 135). Des pièces de monnaie, émises dès 131-132 au nom de la nouvelle colonie, montrent que Aelia Capitolina était planifiée avant la révolte. C'est probablement en 130 qu'en visitant Jérusalem, Hadrien l'a refondée sous ce nom, alors qu'il est en route vers l'Égypte. Il est toutefois probable que la reconstruction n’a commencé qu'après la révolte. Bien que cela soit discuté, il semble que la ville soit tombée aux mains des insurgés pendant un ou deux ans et qu'elle n'ait été reconquise qu'en janvier-février 134. Il est possible que la destruction quasi-totale de la ville ait été décidée en représailles.
Selon les Pères de l'Église et des témoignages comme celui du pèlerin anonyme de Bordeaux (333) la colline ouest de la ville qui aujourd'hui est appelée le mont Sion a partiellement échappé à la destruction et en particulier « sept synagogues », dont une seule était encore debout au moment où ils écrivent. En 392, Épiphane de Salamine mentionne qu'en 135, lorsque Hadrien entra dans Jérusalem, le mont Sion était en ruine à l'exception de quelques maisons dont « la petite maison de la communauté de Dieu [...] C'est là en effet qu'elle était construite, c'est-à-dire dans le quartier de Sion. Elle échappa à la destruction ainsi que des groupes d'habitations autour de cette Sion et sept synagogues qui demeurèrent isolées dans Sion, comme des cabanes, dont l'une subsista jusqu'au temps de l'évêque Maxime (331-349) et de l'empereur Constantin (313-337). » Ce fait a probablement facilité le transfert du nom du mont Sion, qui entre la destruction du temple de Jérusalem (70) et le IVe siècle, voire l'époque byzantine, cesse de désigner l'Ophel et le mont du Temple pour se transférer sur le site actuel,. Les sources juives et chrétiennes mentionnent qu'après la destruction de la ville, le légat romain a fait passer une charrue pour labourer la surface de la nouvelle cité.
Dans le cadre des mesures prises par les autorités dans la province romaine de Judée, la volonté de l’empereur Hadrien est de transformer Jérusalem en « une cité païenne en la plaçant sous le patronage du grand dieu capitolin ».
Un des débats porte sur le fait de savoir si Hadrien aurait fondé une ville avec un temple païen sur le site de l'ancien temple de Jérusalem, ce qui aurait provoqué une vive réaction. Toutefois, il n'y a aucune preuve archéologique qu'un tel temple a été fondé. Pour Lester L. Grabbe (en), il est possible toutefois qu'après la révolte, au moins une statue de Jupiter ait été érigée, et que Dion Cassius la situe par erreur sur le site de l'ancien temple. Ainsi, la fondation d'Aelia Capitolina émerge d'une façon ou d'une autre, comme la cause principale de la révolte.

### Construction d'Ælia Capitolina

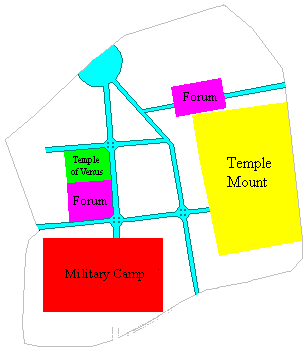
Les deux paires de routes principales : cardo (nord-sud) et Decumanus (est-ouest) dans Aelia Capitolina. Les deux cardines convergeaient sur une place semi-circulaire près de la Porte de Damas.

La nouvelle ville d'Ælia Capitolina est construite sur l'emplacement de Jérusalem dans des dimensions plus petites que la ville juive, sur le plan d'une colonie romaine. Son plan est donc celui d'une ville romaine typique et composé d'un quadrillage de cardines et de decumani, dont la principale voie, le Cardo Maximus, flanquée de colonnes et d'échoppes, se termine vers l'emplacement actuel de la rue David. La population d'Aelia Capitolina est désormais composée de vétérans de la Ve légion Macedonia, mais aussi de Grecs et de Syriens en général. Pour sa part, la Xe légion romaine reconstruit son camp et forme aussi le cœur de la population de la ville.

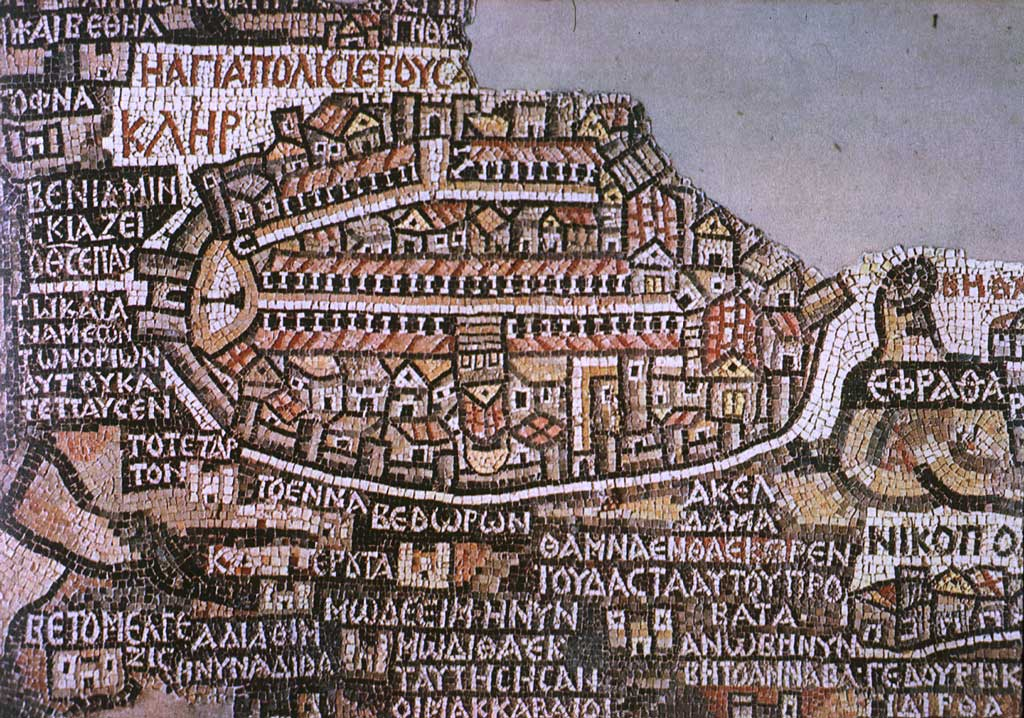
Le plan de Jérusalem selon la carte de Madaba (fin du VIe siècle). Le cardo maximus à double portique traverse presque toute la ville, depuis la porte de Damas (à gauche) et vient buter au sud (à droite sur la carte) sur les églises chrétiennes qui ont été construites à partir du IV. (Voir La carte de Madaba, sur interbible.org.)

Selon Épiphane de Salamine, c'est Aquila de Sinope qui est chargé de la reconstruction de la ville. Hadrien l'a établi « surveillant des travaux de construction de la ville » lors de son passage à Jérusalem. Moitié juif, moitié chrétien, selon l'expression des hérésiologues chrétiens, il est très probablement un judéo-chrétien ayant adopté les conceptions du mouvement nazoréen. Aquila en profite pour traduire la Bible en grec, après avoir été excommunié par les premiers représentants de la « Grande Église » présents dans la ville, qui profitent de l'expulsion de tous les juifs pour désigner pour la première fois un évêque non circoncis, appelé Marc de Césarée.
Dans la nouvelle colonie, des sanctuaires dédiés aux Dieux grecs et romains sont édifiés. En quelques années, s'élèvent ainsi des temples à Jupiter Capitolin, Aphrodite, Bacchus, Sérapis. Ælia Capitolina « devient ainsi une ville « païenne » comme toutes les autres agglomérations de la Palestine, mais avec la particularité d'être la seule de toutes interdite aux Juifs. » Deux arcs de triomphe sont érigés en l'honneur d'Hadrien. Le premier marque la limite nord de la ville (sous l’actuelle porte de Damas) ; le second au sud marque l’entrée de l’espace réservé à la Xe légion Fretensis (actuellement au lieu-dit Ecce homo, sur la Via Dolorosa). Le Lithostrôtos près de l'arche Ecce homo étant probablement un second Forum dans la partie Est de la cité — identifié comme étant la Place du marché selon Simon Claude Mimouni. — ce qui n'empêche pas les guides touristiques de le présenter comme « le Dallage, en hébreu Gabbatha » où Jésus comparut devant Pilate et où, selon l'Évangile attribué à Jean, il présenta Jésus en disant « Voici l'homme ! » (Ecce homo en latin),. À l'est de ce second forum, s'élevait un autre temple à Asclépios, dans le secteur de la Piscine probatique, à côté de l'église Sainte-Anne de Jérusalem. L'ancienne porte découverte sous la porte de Damas est mise en correspondance avec la porte apparaissant sur la carte de Madaba comme la porte principale (porte de la Colonne) dans le nord de la cité (à gauche sur la carte).
La Chôra de la ville s'étend désormais de l'ancienne frontière de Judée et de Samarie vers le nord, jusqu'à la mer Morte et Hébron vers le sud et jusqu'au territoire de Éleuthéropolis, de Nicopolis et de Diospolis : 80 petites villes et villages y sont inclus.
D'après la seule évocation tardive des monuments d'Ælia, due à une chronique byzantine, la ville était équipée de la panoplie classique de l'urbanité romaine : thermes, cirque, théâtre, portiques, mais leur localisation reste incertaine. En 2017, on a retrouvé un petit odéon en demi-cercle, dans les fouilles souterraines à l'ouest du Mur occidental, qui remonte très certainement à cette époque.

### Répression anti-juive
Les Juifs, toutes tendances confondues, sont expulsés de la ville comme de l'ensemble de la Chôra. Selon la tradition chrétienne, c'est après cette expulsion que la ville de Jérusalem aurait eu pour la première fois un « évêque » non circoncis. C'est probablement aussi à partir de ce moment que se forme pour la première fois une église rattachée à la « Grande Église », dont le premier évêque est un certain Marc de Césarée. Ils paraissent avoir été peu nombreux durant les IIe et IIIe siècles. 
Les survivants du mouvement nazôréen créé par Jésus ont été expulsés de la ville avec les autres juifs. Ils se replient vers le nord et s'implantent en Galilée et sur le Golan. Les Juifs sont désormais interdits de droit de cité à Ælia sous peine de mort, sauf le 9 Ab du calendrier hébraïque « où ils ont le droit de venir se lamenter sur les ruines du Temple afin d'en commémorer la chute ou ses chutes successives », en payant une taxe d'entrée.
L'interdiction de la circoncision est établie (ou maintenue). L'observance du shabbat, l'ordination des rabbins, l'étude de la Torah sont aussi interdits, ce qui entraîne la fermeture des académies rabbiniques. Cela fait apparaître aux écrivains juifs, les quelques années qui suivent la défaite, comme une intense période de répression. « La province de « Judée » disparaît ainsi comme entité ethnique et politique et devient la province de Syria Palestina (une dénomination remontant à la période lagide), sans doute dès 134. »

### Assouplissements sous Antonin le Pieux

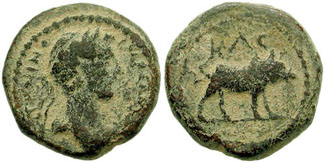
Monnaie de l'empereur Antonin le Pieux (Antoninus Pius) avec l'emblème de la dixième légion romaine à Aelia Capitolina (138-161).

Le successeur d'Hadrien choisit l'apaisement, en autorisant de nouveau la circoncision des enfants juifs. « Il interdit en revanche tout prosélytisme en refusant aux Judéens le droit de circoncire les étrangers. », même leurs propres esclaves. Selon Simon Claude Mimouni, « les autres mesures ont dû aussi être suspendues assez rapidement, car on voit derechef fleurir des académies rabbiniques en Galilée, et il a dû en être de même pour les autres interdictions relatives à l'observance du shabbat et à l'étude de la Torah. » Il est possible que dès l'époque des Sévères, des Juifs « aient de nouveau habité Jérusalem, même si l'interdiction n'a pas été annulée : car la population judéenne d'Ælia est attestée dans la littérature rabbinique par plusieurs mentions faisant état d'une « sainte synagogue de Jérusalem ». »
Deux proches du patriarche Juda Hanassi, qui entretient de bonnes relations avec les Sévères, figurent parmi les dirigeants de la communauté juive de Jérusalem.

### Localisation des «lieux saints» sous Constantin

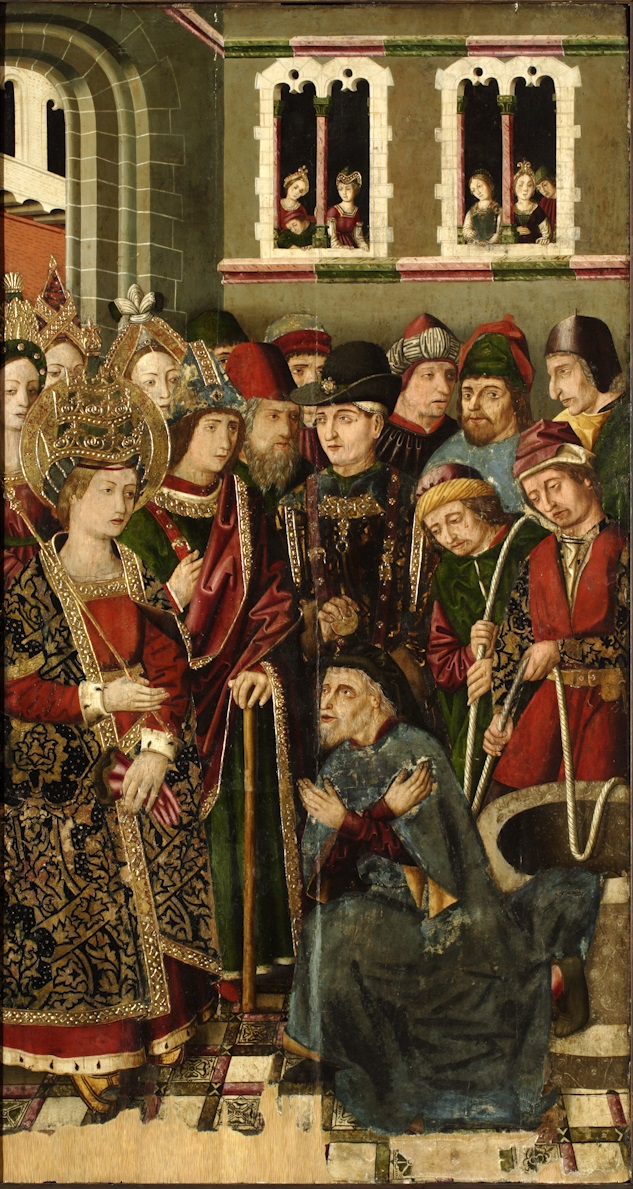
Sainte Hélène interrogeant Judas ben Simeon, peinture espagnole de Blesa (1483-1487)

Lorsque l'empereur Constantin adopte le christianisme comme religion personnelle, avant que celle-ci devienne sous Théodose Ier la seule religion licite de l'empire, Jérusalem retrouve son nom d'origine.
Hélène (248/250 - 330), la mère de Constantin, vient à Jérusalem et avec l'aide de l'évêque de la ville (rabbi Judas ben Simeon, d'abord torturé puis converti en Saint Cyriaque, dernier Juif évêque de Jérusalem) essaye d'identifier les différents lieux qui figurent dans le Nouveau Testament. C'est de cette intervention que découlent la position géographique de nombre de lieux de Jérusalem aujourd'hui, comme par exemple le Golgotha ou le jardin de Gethsemani, bien que certains chercheurs contestent la pertinence des emplacements retenus.

### Interdiction aux Juifs de venir dans la ville
Certains historiens estiment que l'interdiction de venir dans l'ancienne Jérusalem aurait été assouplie à l'époque d'Antonin le Pieux, toutefois cette interdiction semble avoir perduré au-delà et même après la conversion de l'empereur Constantin au christianisme.
Ainsi au IVe siècle, Jérôme de Stridon, l'un des quatre Pères de l'Église latine, violemment anti-juif, mentionne dans un commentaire de Sophonie 1.15 « Ce jour est un jour de fureur, Un jour de détresse et d'angoisse, Un jour de ravage et de destruction, Un jour de ténèbres et d'obscurité, Un jour de nuées et de brouillards,... », puis il reprend l'accusation de déicide formulée dans le corpus patristique: « Jusqu'à ce jour, ces locataires hypocrites ont l'interdiction de venir à Jérusalem, car ils sont les meurtriers des prophètes et notamment du dernier d'entre eux, le Fils de Dieu ; à moins qu'ils ne viennent pour pleurer car on leur a donné permission de se lamenter sur les ruines de la ville, moyennant paiement ». Jérôme indique donc que les Juifs, interdits de cité le reste de l'année, venaient « se lamenter » un jour particulier, moyennant paiement. Ce jour est probablement le 9 Ab, jour du calendrier hébraïque où selon la tradition le premier et le deuxième Temple de Jérusalem ont été détruits (Tisha Beav). Bien que Jérôme ne mentionne pas explicitement le Mur, on retrouve dans sa formulation le nom du « Mur des lamentations » que le monde chrétien utilisait pour désigner le mur Ouest du Temple, qui n'a pas été détruit en 70. Pour François Blanchetière, « rien ne permet, bien au contraire, de penser que cet interdit ne demeura pas en vigueur jusqu'à ce qu'il fut renouvelé par les empereurs chrétiens. »

## Galerie

Ruines et vestiges
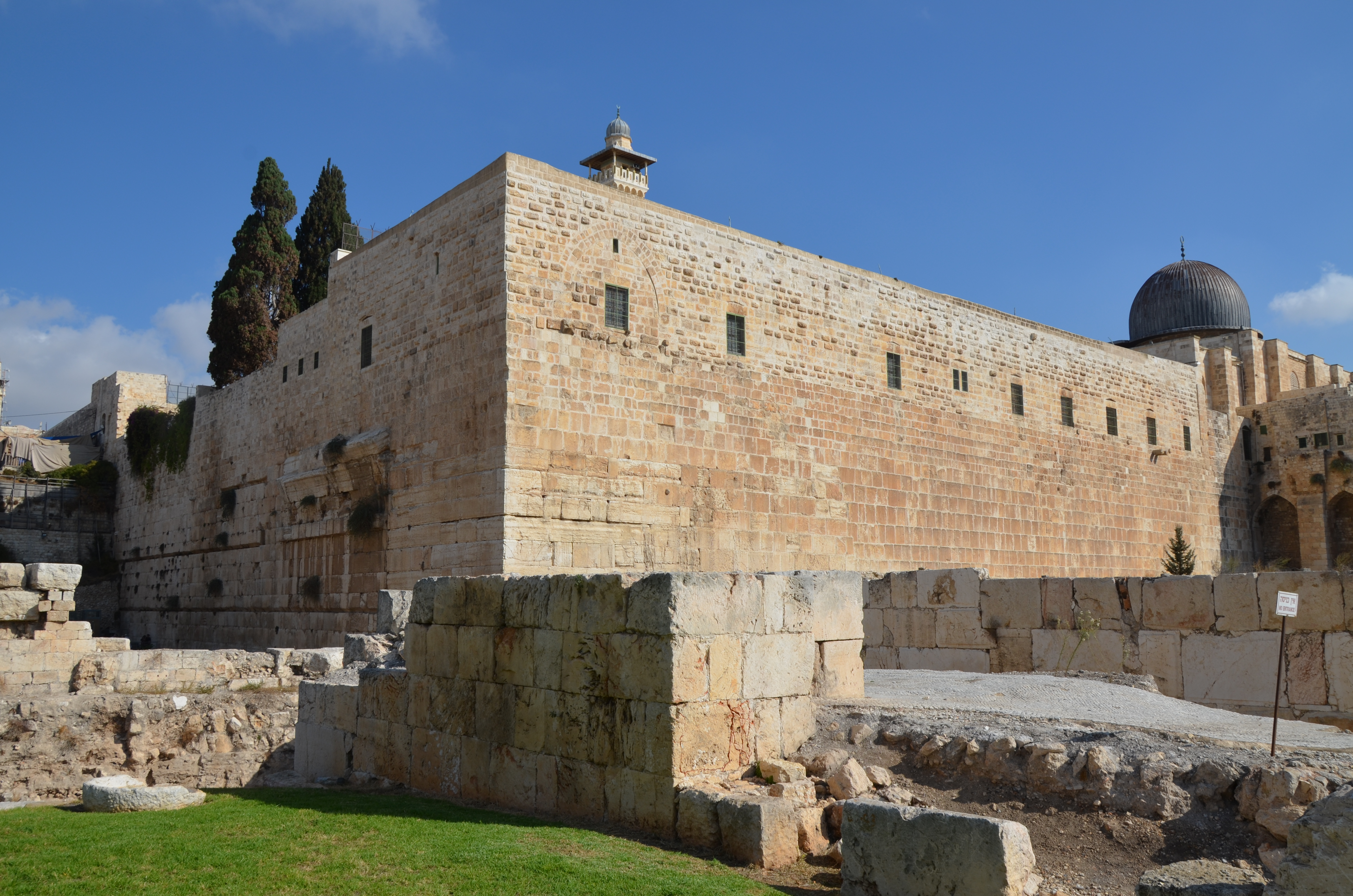
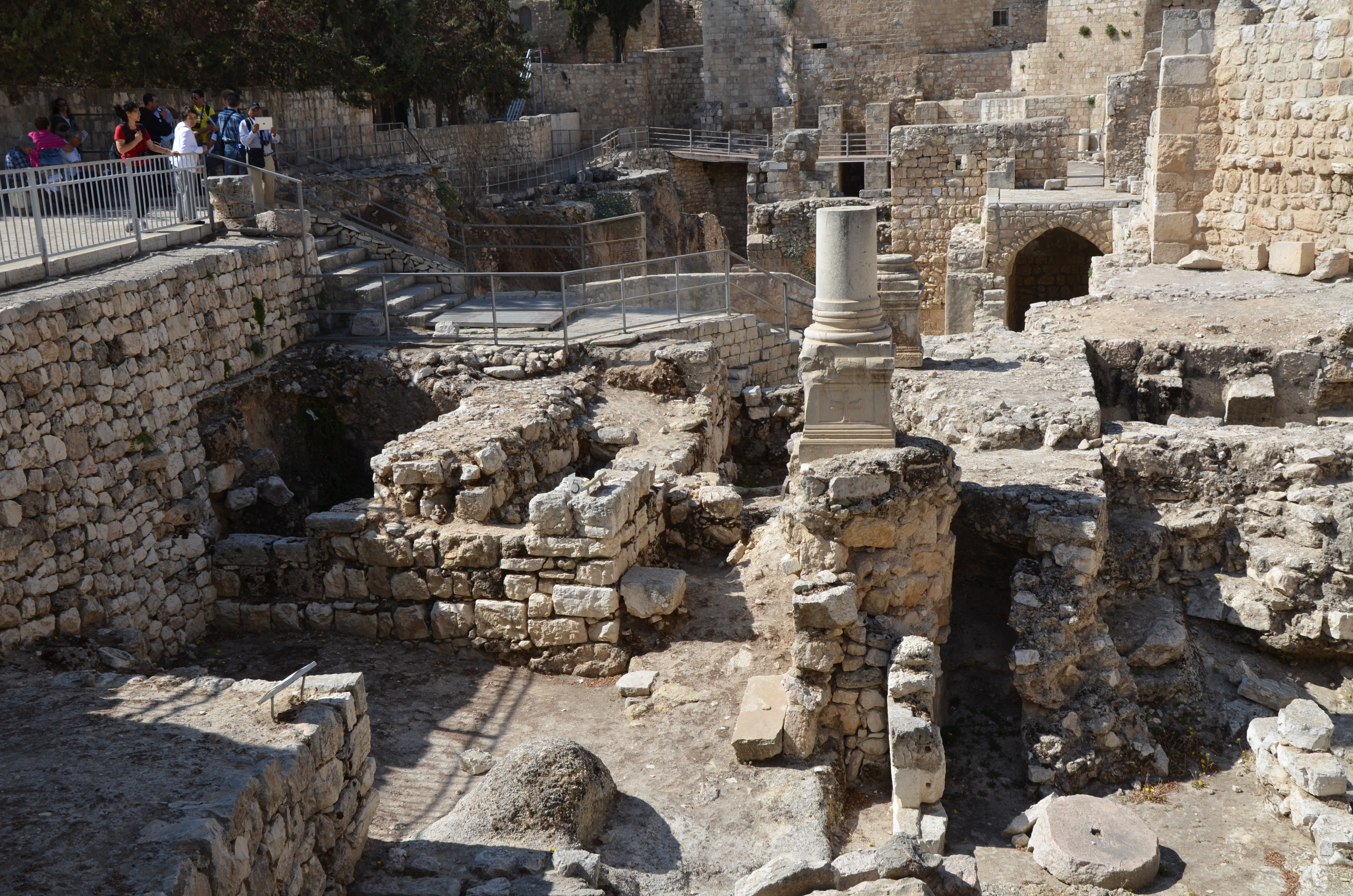
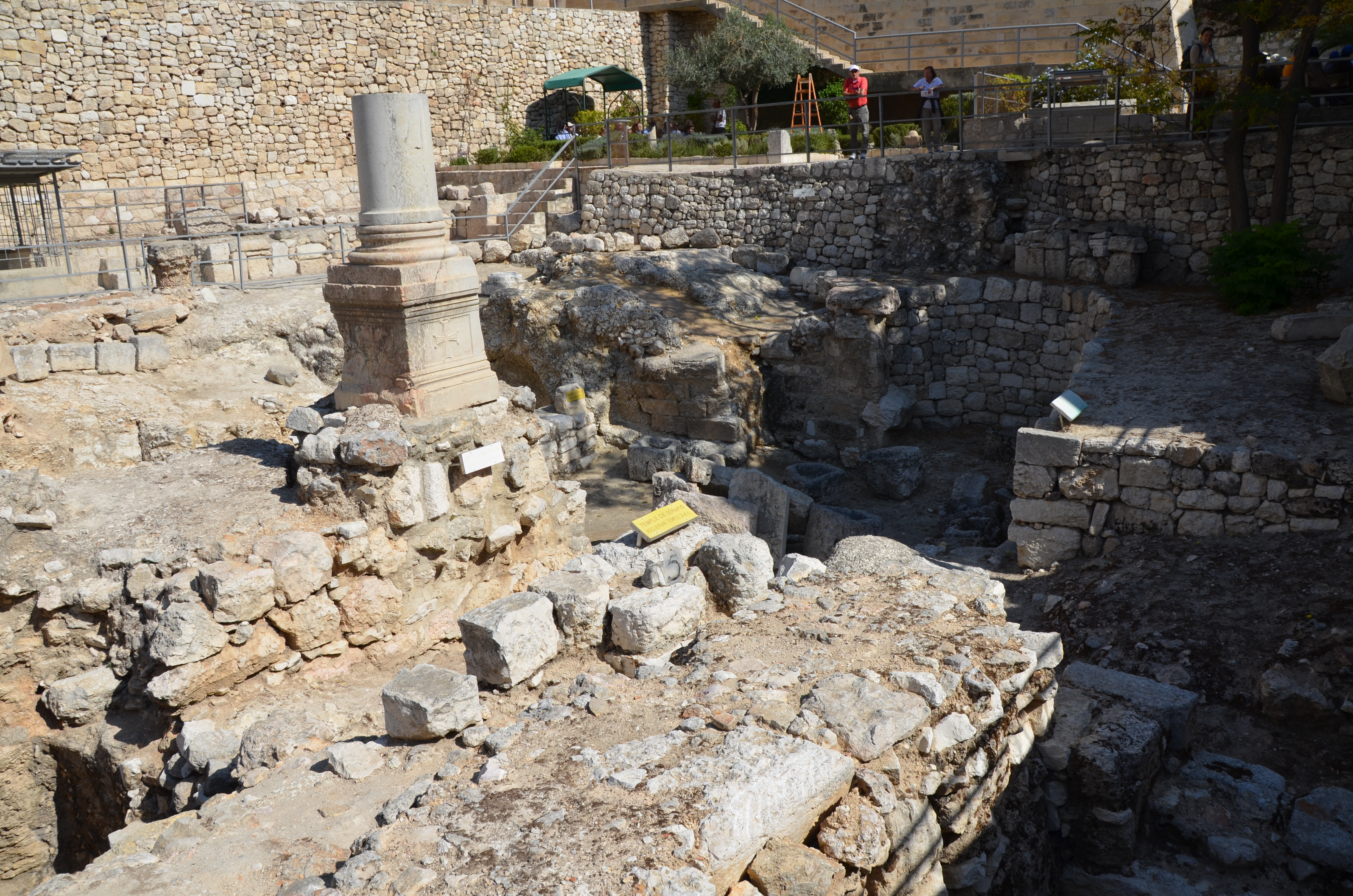
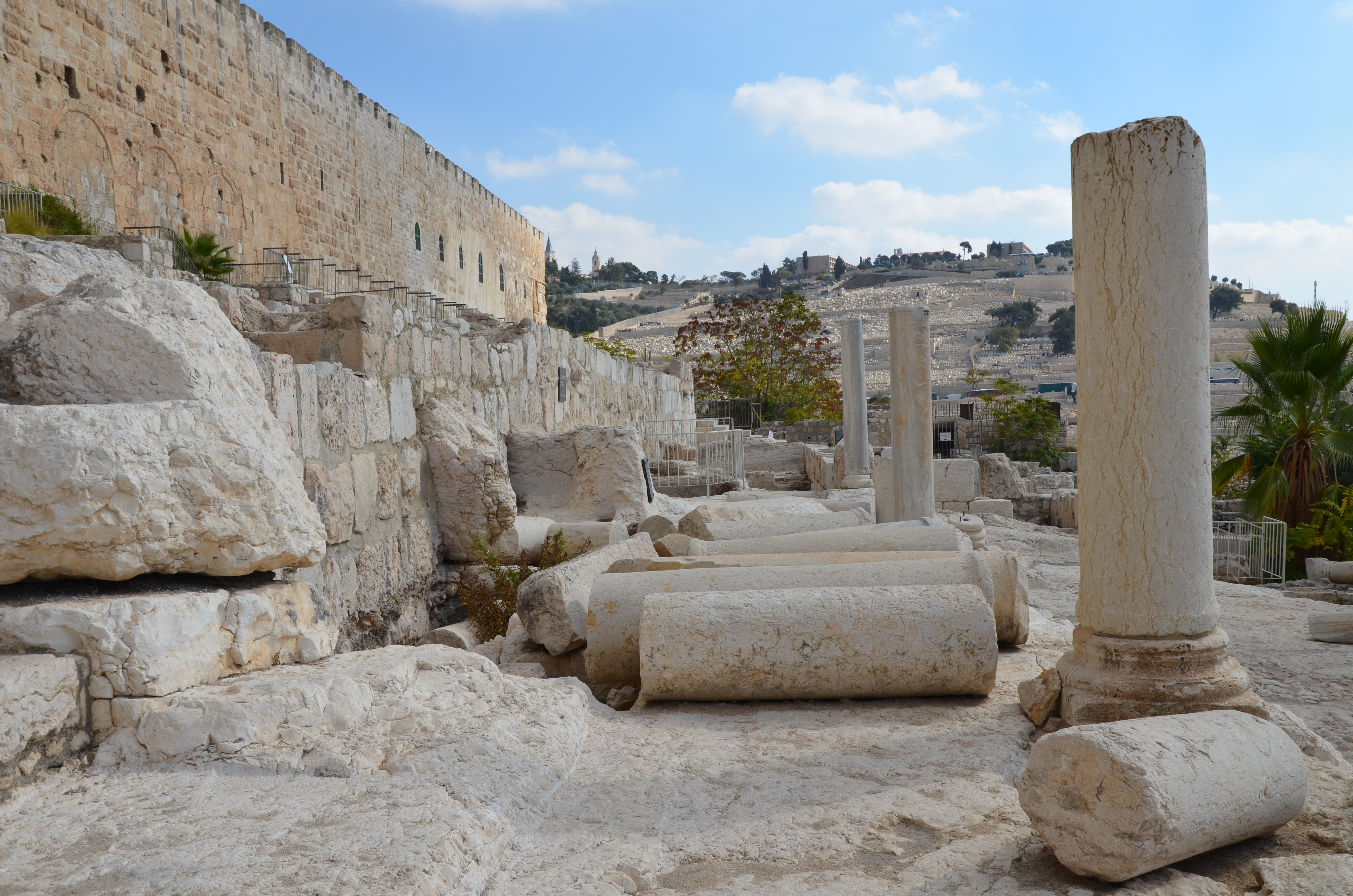
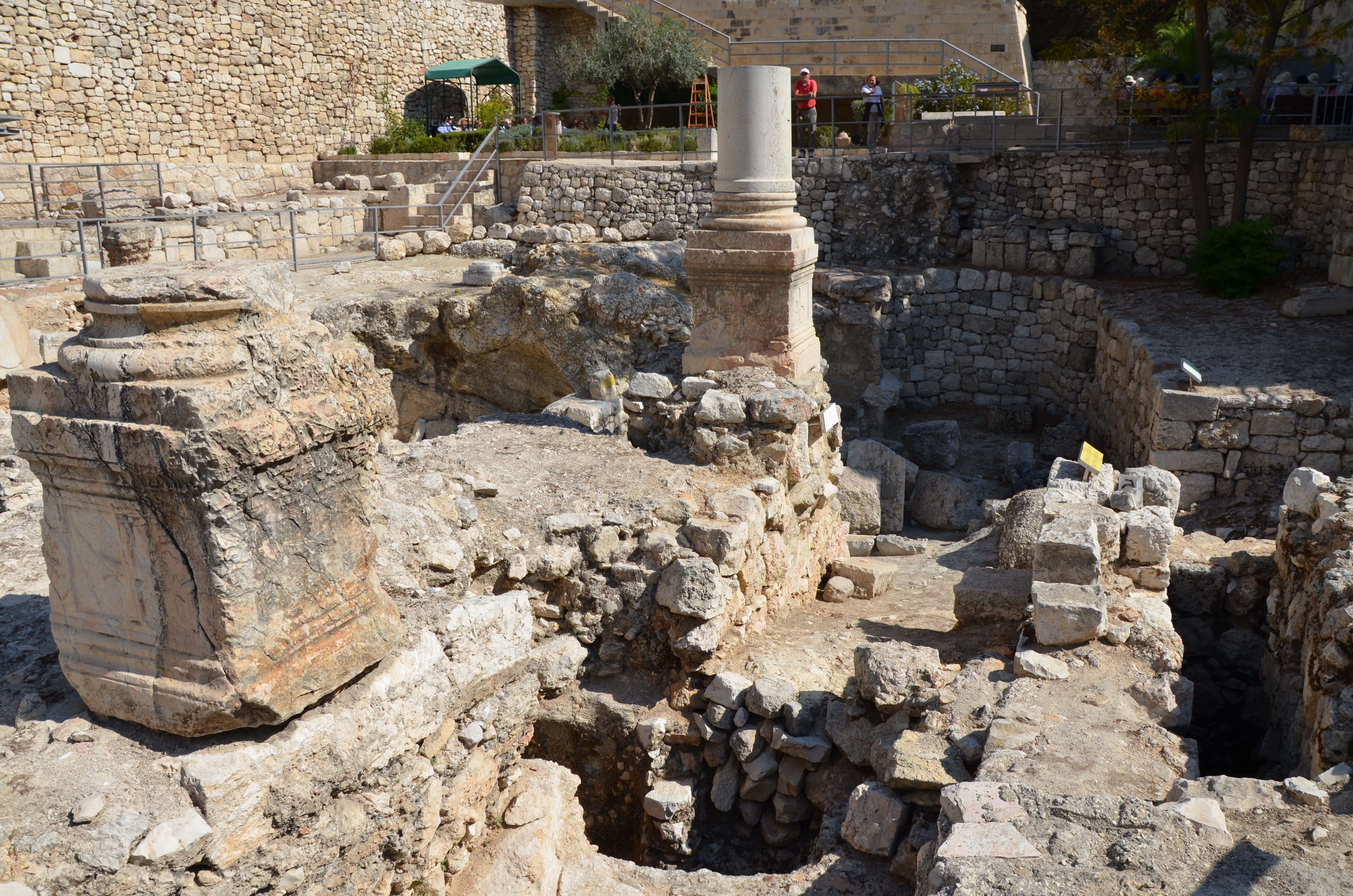
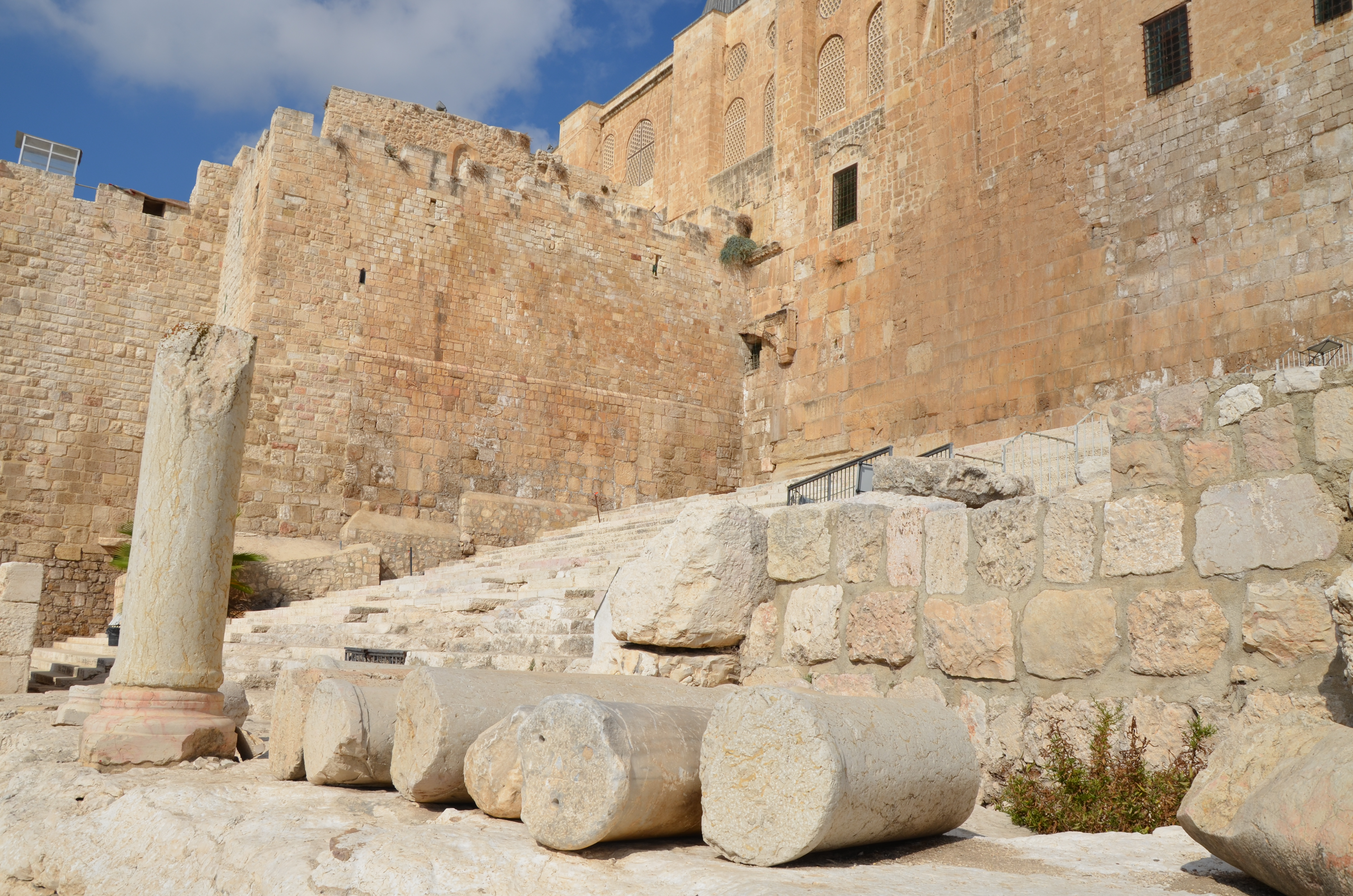
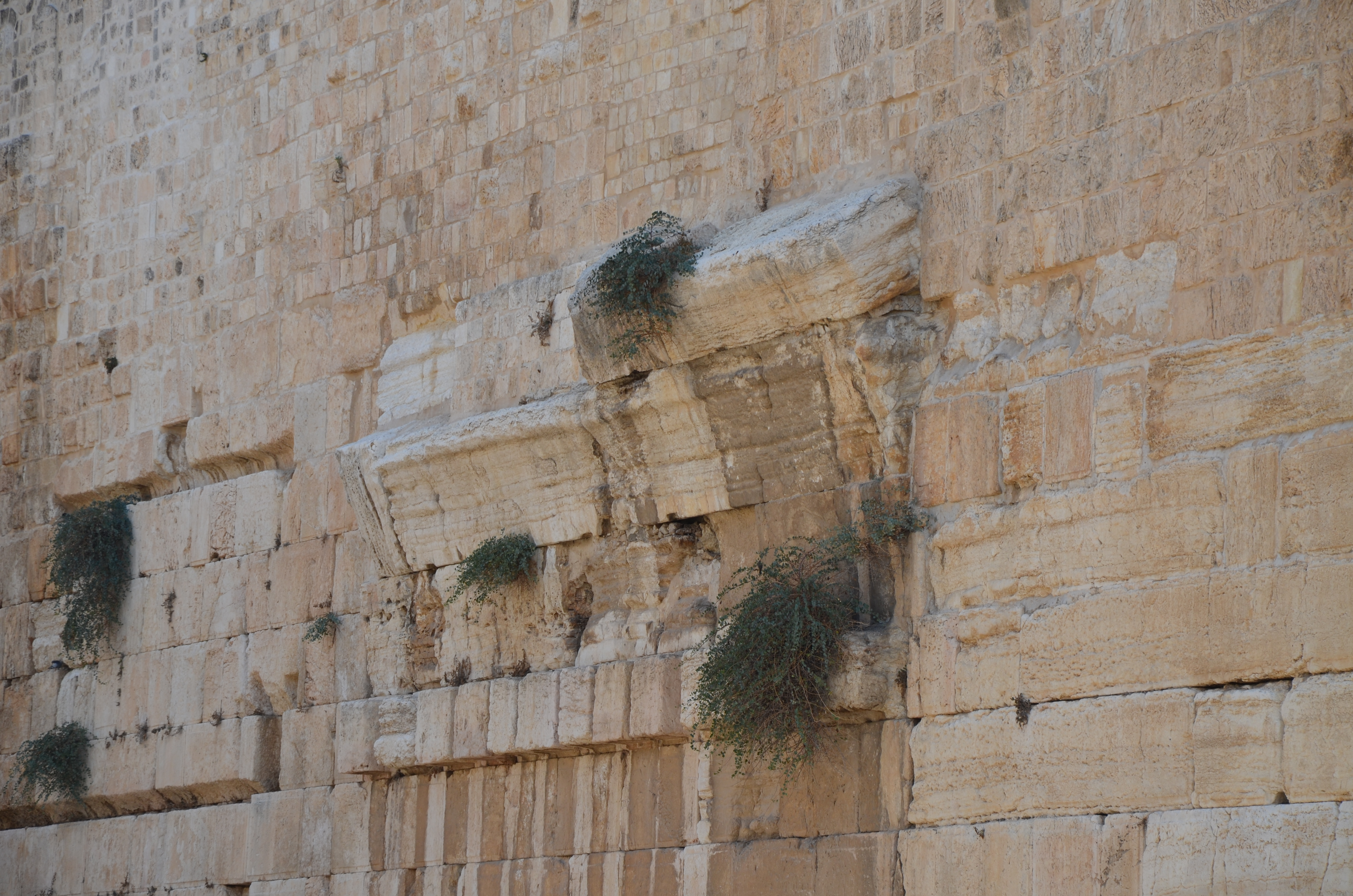
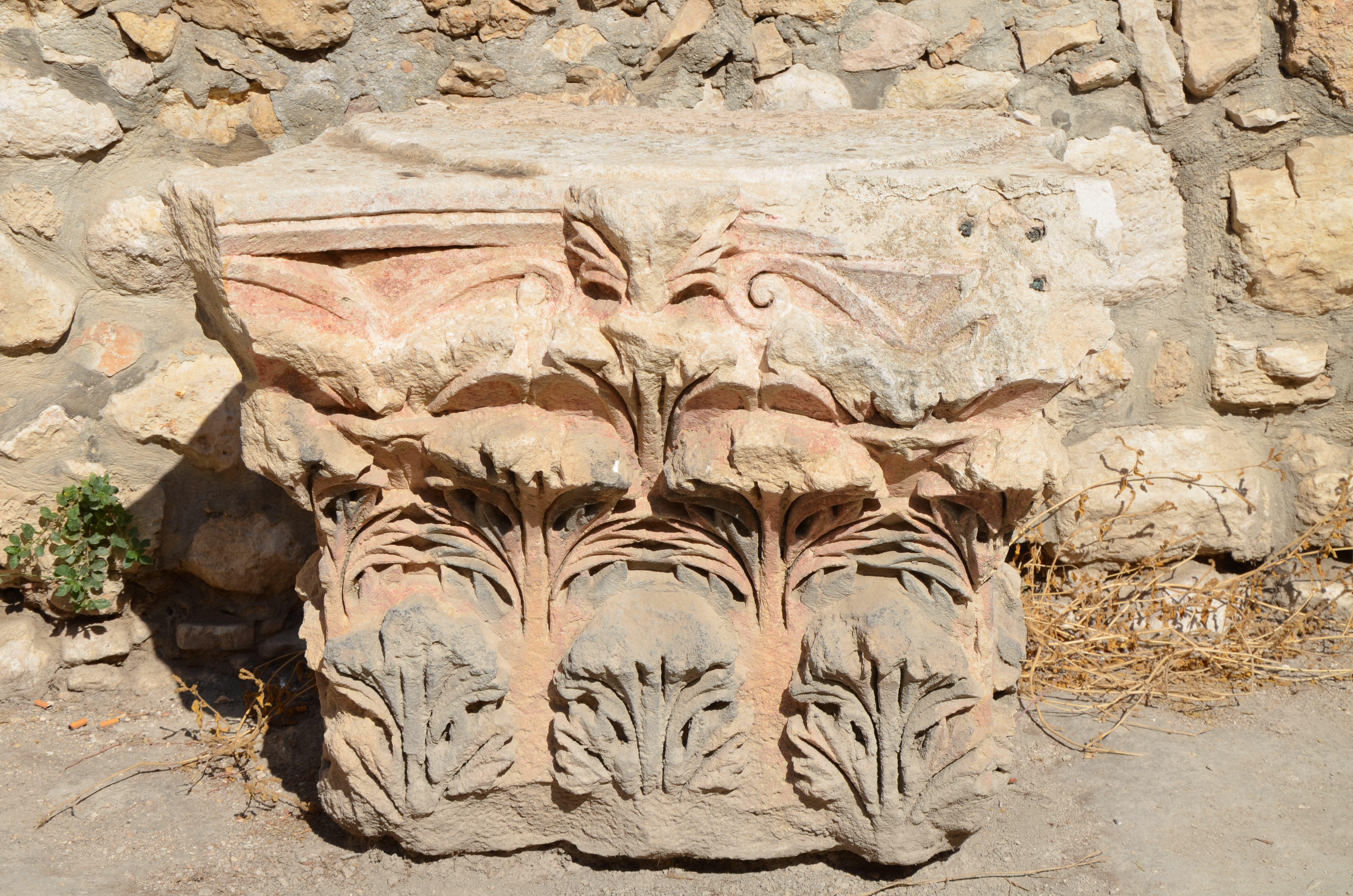
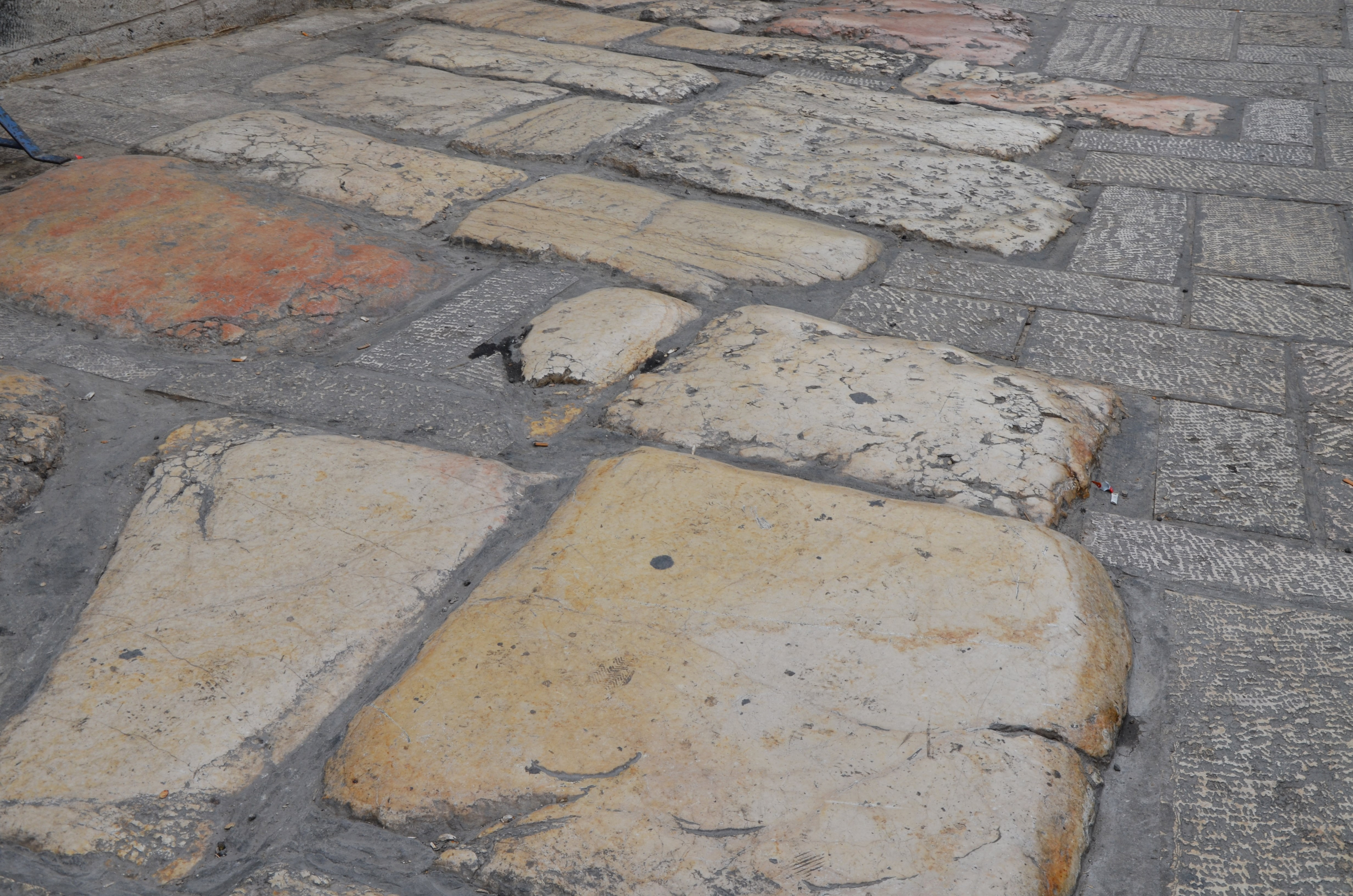
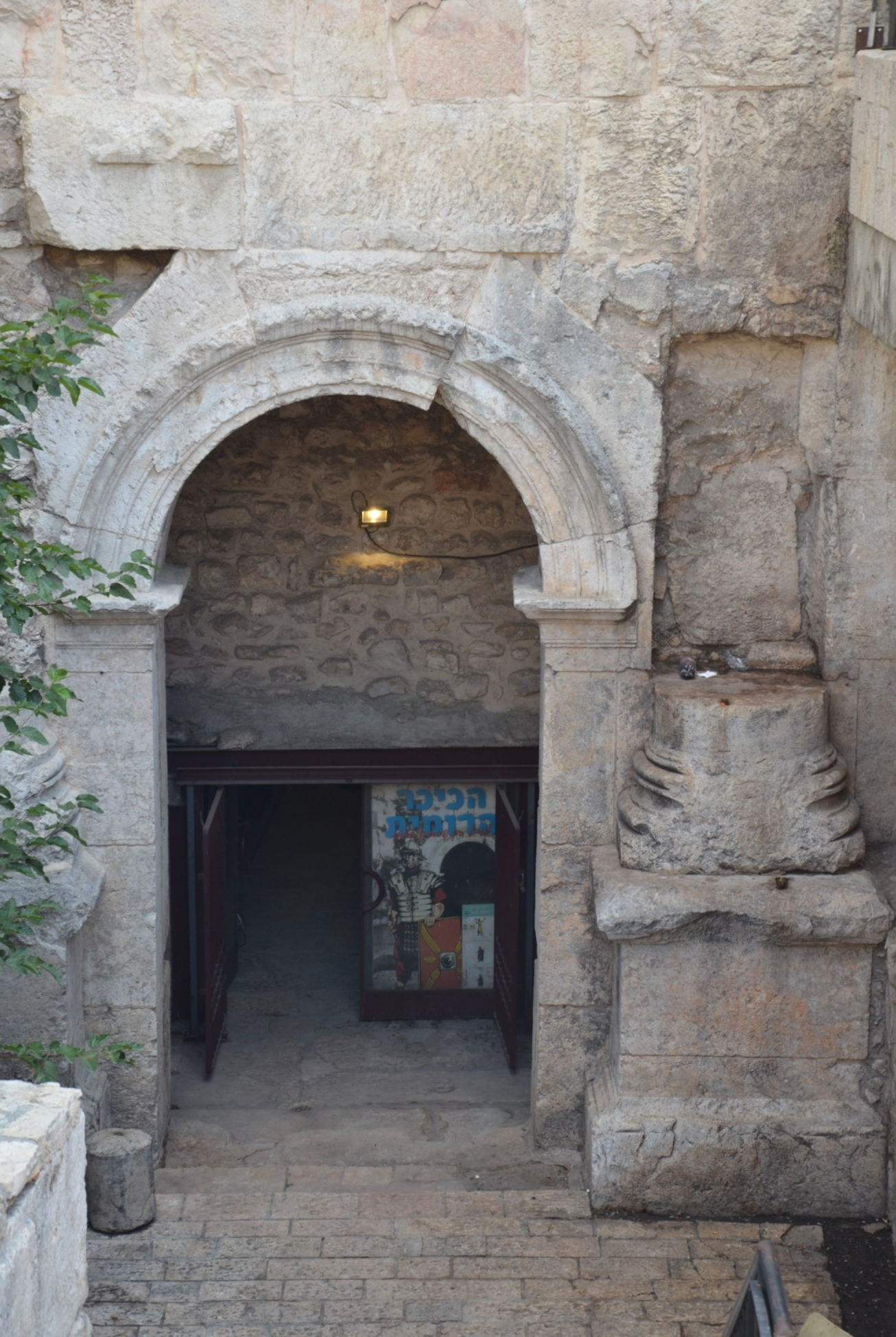
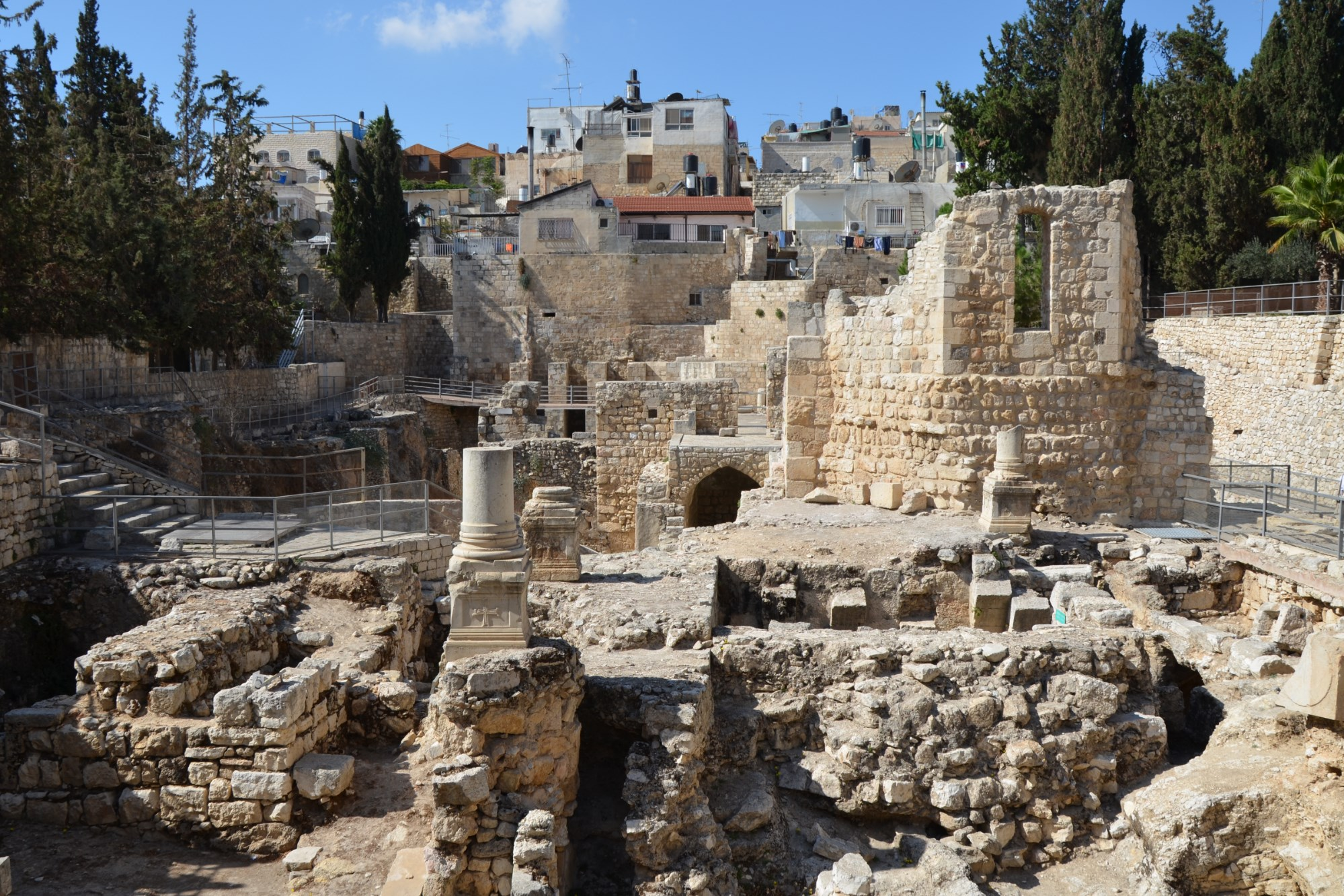
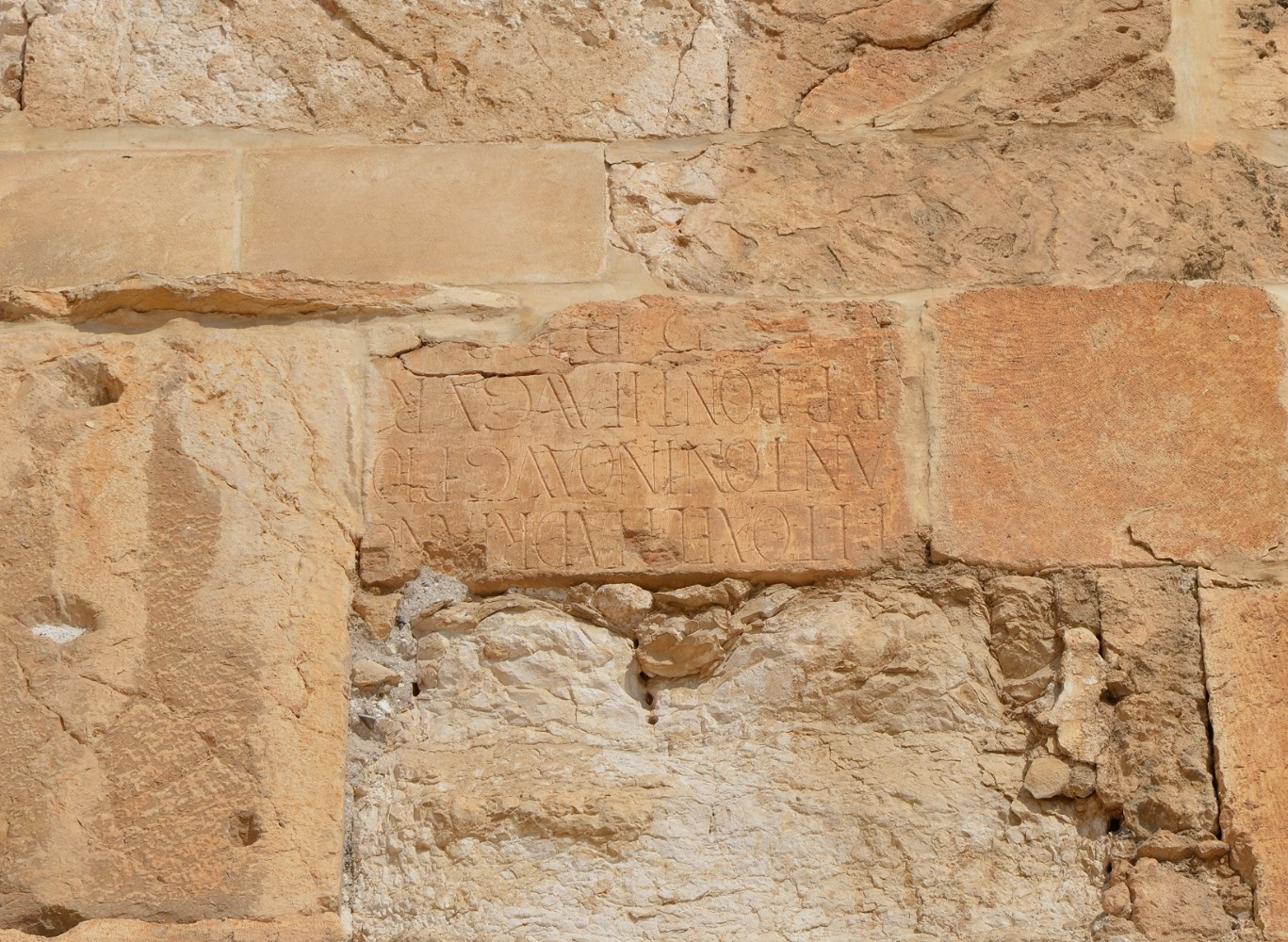